# Lamellaria leucosphaera
Lamellaria leucosphaera is een slakkensoort uit de familie van de Velutinidae. De wetenschappelijke naam van de soort is voor het eerst geldig gepubliceerd in 1942 door Schwengel.